# Númendil
Númendil es un personaje ficticio del legendarium del escritor británico J. R. R. Tolkien. Es un Dúnadan de la isla de Númenor, padre de Amandil. Se convirtió en el décimo séptimo Señor de Andúnië tras la muerte de su padre, cuyo nombre es desconocido. Sin embargo se sabe que su abuelo fue Eärendur, hermano de Lindórië y por tanto tío de la Reina Inzilbêth, madre de Tar-Palantir.

## Otras versiones dellegendarium
En otras versiones detalladas por Christopher Tolkien en los libros de La Historia de la Tierra Media, concretamente en el volumen nueve, Los pueblos de la Tierra Media, el heredero de Númendil no era Amandil, pues tenía otro hijo mayor llamado Elentir y el cual tuvo una relación amorosa con Míriel, hija del Rey Tar-Palantir de Númenor.

## Etimología del nombre
El nombre de Númendil está compuesto en la lengua quenya, como era natural entre los Fieles en Númenor, y más entre sus líderes, los Señores de Andúnië. El nombre puede recibir distintos significados dependiendo del uso de los términos que lo forman: 
- Númen : significa «oeste».
- -ndil : también como -ldil, es un sufijo que expresa devoción, por lo que se puede traducir como «amante de» o «Amigo de».

Así el nombre puede significar «amigo del oeste» o «amante del oeste».
| Predecesor: Valandil | Señor de Andúnië ¿? - ¿? S. E. | Sucesor: Amandil |